# Pintura de Argentina

Murales en las Galerías Pacífico de Buenos Aires: Lino Enea Spilimbergo, Demetrio Urruchúa, Antonio Berni, Juan Carlos Castagnino y Manuel Colmeiro Guimarás.

La pintura de Argentina es toda la producción pictórica realizada en territorio de la Argentina a lo largo del tiempo. Al igual que su escultura, la pintura de Argentina se nutre de estilos novedosos con influencias europeas y amerindias.
La tercera década del siglo XX representó una etapa fundamental para el desarrollo de la pintura, realizándose grandes acontecimientos relacionados con nuevas orientaciones estéticas. Es por este motivo que el lapso comprendido entre 1920 y 1930 es considerado como el de formación de la pintura moderna argentina, teniendo exponentes como Antonio Berni, Gyula Kosice ―fundador del Movimiento Madí, el movimiento de la Nueva Figuración Argentina―, Raúl Soldi y León Ferrari; y exponentes de pintura popular como Florencio Molina Campos y Benito Quinquela Martín.

## Prehistoria

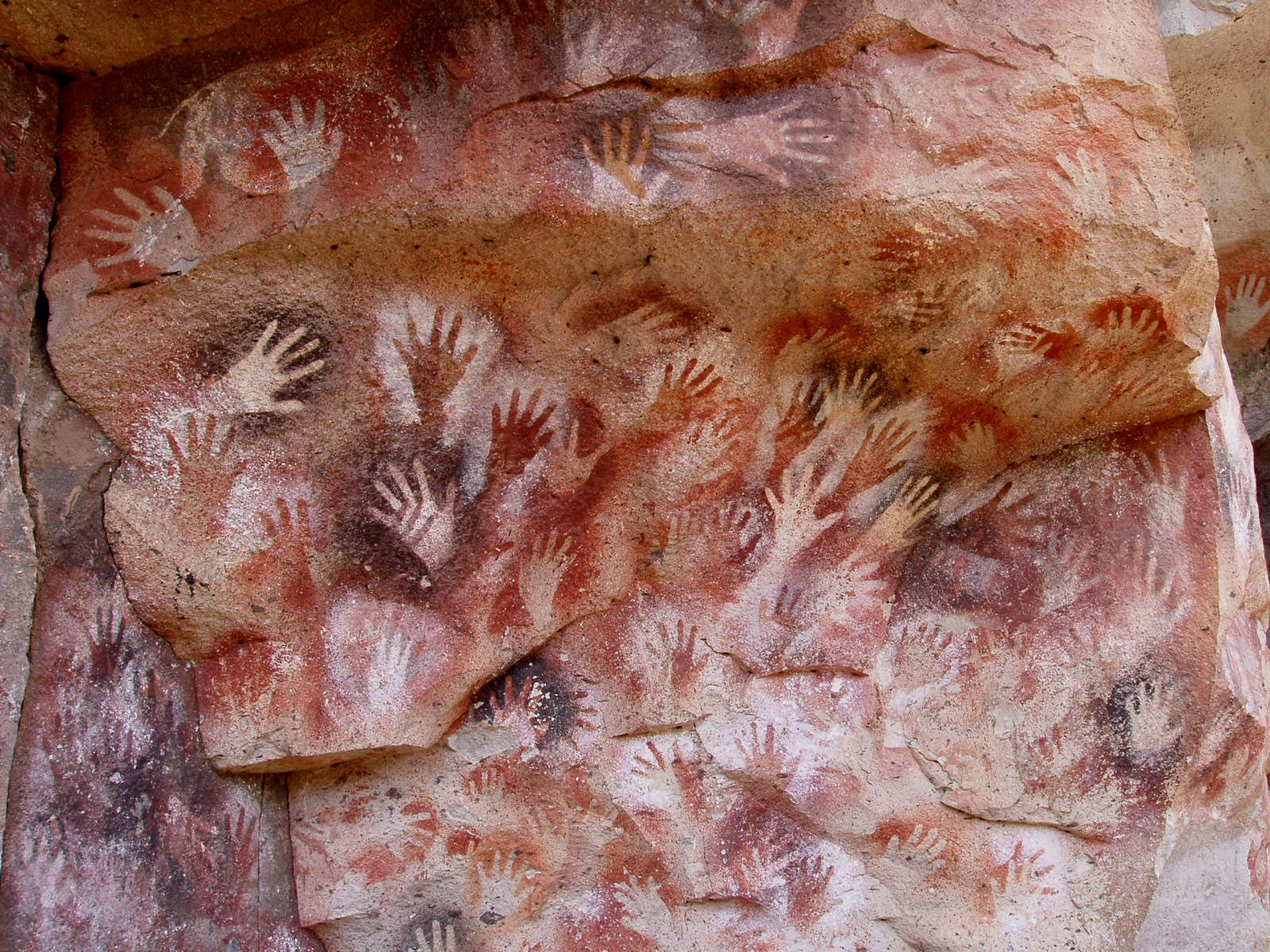
Cueva de las Manos, río Pinturas, Santa Cruz, 7300 a. C. El arte más antiguo de Sudamérica.

En toda la mitad norte de la provincia de Santa Cruz se han hallado manos pintadas en las paredes rocosas junto a los aleros que protegían a los cazadores paleolíticos que acechaban desde allí a sus presas hace entre 12 000 y 9 000 años. La técnica consistía en colocar la mano coloreadas previamente con una pintura roja, blanca, negra o azul, provenientes del uso de tierras de colores y frutas coloridas: se colocaba la mano contra la pared y se escupía desde la boca el líquido colorante, buscando que saliera disperso y pulverizado como el chorro de un frasco de aerosol. El lugar donde se halló la mano aparece con los colores de la roca original, mientras que la superficie circundante aparece coloreada, destacándose los dedos, perfectamente separados.
Por mucha diferencia, el lugar donde se encuentran los paños de roca más extensos cubiertos por manos es la llamada cueva de las Manos, en el cañón del río Pinturas, en el noreste de la provincia de A    cuando en realidad es sólo una serie de aleros. Es considerada una de las obras maestras de la pintura en el Paleolítico en la Argentina, y ha sido declaradas por la Unesco como parte del Patrimonio de la Humanidad.
Otro importante registro pictórico de la prehistoria, se localiza en el norte de Córdoba y constituye uno de los testimonios pictográficos con mayor densidad de imágenes del mundo, con más de 35 .000 pictografías ubicadas en los cerros Colorado, Veladero, Intihuasi y el Desmonte.
Existen petroglifos a lo largo de todas las estribaciones de la Cordillera de los Andes hasta el estrecho de Magallanes. Hoy se pueden encontrar en Yavi, muy cerca de Bolivia, pasando por las provincias del centro norte como Catamarca, las del centro como Córdoba, el norte patagónico como en el caso de la isla Victoria, en el lago Nahuel Huapi, y hasta el norte del Estrecho de Magallanes,

## Pintura precolombina

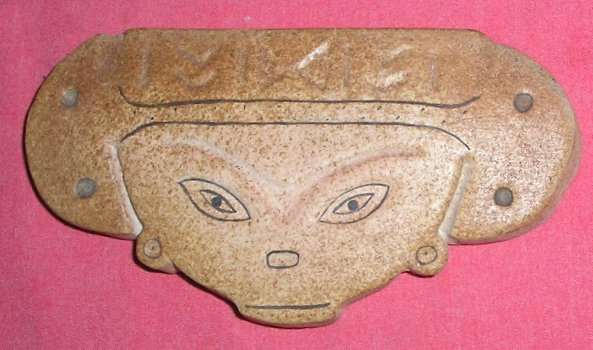
Guerrero felino, Cultura de la Aguada (650-950).

Diversos registros pictóricos se registran entre las culturas prehispánicas que habitaron en el actual territorio argentino, en el noroeste andino las civilizaciones agroalfareras que allí se desarrollaron, desde la Cultura Condorhuasi (400 a. C.-700 d. C.) hasta la de La Aguada (650-950) y Santa María (1200-1470), presentan un amplio desarrollo de la pintura en cerámicas y piezas de piedra, entre las que se destacó la imagen felina. Esta pintura fue estudiada especialmente por el pintor argentino Enrique Sobisch, durante dos años de permanencia, estudio y perfeccionamiento en México.

## Pintura durante la colonia

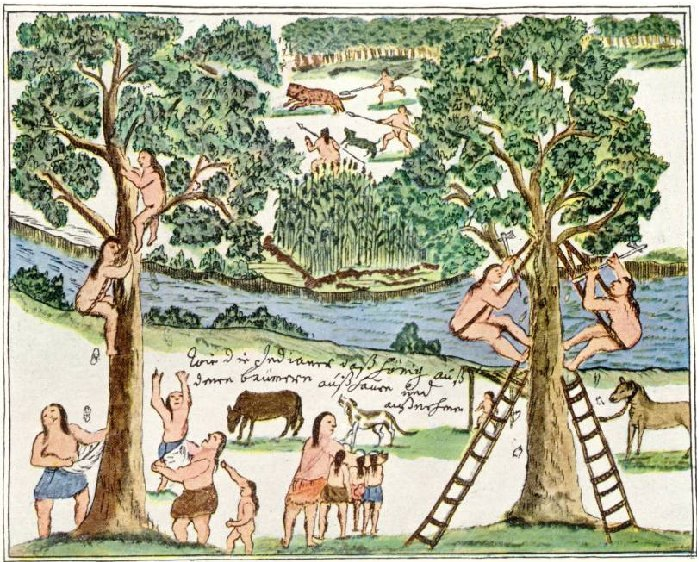
Bajando miel (1749-1767), Florián Paucke.

Durante la dominación colonial española, la pintura se desarrolló principalmente como arte religioso en las iglesias, destinado a cristianizar a los pueblos indígenas. La pintura religiosa colonial fue muchas veces realizada por indígenas encomendados o reducidos y esclavos afroamericanos, bajo el poder de las órdenes religiosas.
Otra fuente de la pintura colonial son los libros y manuscritos realizados por colonizadores, sacerdotes, científicos y visitantes. Entre estos se destacan los dibujos y acuarelas del jesuita alemán Florián Paucke (1719-1789).
Hasta la expulsión de los jesuitas, la mayoría de la vida cultural de la colonia giraba en torno de éstos, que organizaban el trabajo de los indígenas guaraníes, que se destacaban más en la escultura y la orfebrería que en la pintura; por consiguiente, quedan muy pocos restos de la pintura de esa época. Tras su expulsión, algunos extranjeros desarrollaron el arte pictórico del retrato, entre ellos Fernando Brambilla, madrileño que llegaría a ser pintor de cámara del rey Fernando VII.
En el actual noroeste argentino, y sobre todo en Jujuy, se desarrolló en las iglesias la escuela cuzqueña, con sus imágenes de ángeles arcabuceros (relacionados con los conquistadores) y vírgenes triangulares (sincretismo del culto a la virgen María y la Pachamama).
Los ángeles arcabuceros integran un estilo pictórico estrictamente americano que se desarrolló en el Marquesado de Yavi en la puna de Jujuy, por entonces perteneciente a la provincia del Tucumán, siendo su maestro Mateo Pisarro. Se trata de ángeles asexuados vestidos con ropas de soldado y armados de un arcabuz. Hoy solo hay dos colecciones: en Uquía (escuela cuzqueña) y en Casabindo (maestro de CTC).

## ElsigloXIX
En los primeros años del siglo XIX, ya en tiempos de la independencia y de la apertura del país, varios artistas extranjeros visitaron y residieron, y dejaron sus obras. El primero fue Jean Philippe Goulu, destacado miniaturista francés. Entre ellos se contaron el marino inglés Emeric Essex Vidal (1791-1861), un acuarelista que ha dejado importantes testimonios gráficos del pasado argentino; Carlos Enrique Pellegrini (1800-1875), ingeniero francés que se dedicó a la pintura por necesidad y que sería padre del presidente Carlos Pellegrini; el marino Adolphe d'Hastrel (1805-1875), que publicó sus dibujos y acuarelas en el libro Colección de vistas y costumbres del Río de la Plata (1875); los litógrafos Andrea Bacle (1796 - 1855) y César Hipólito Bacle (1790-1838); entre otros. Todos ellos, con la notable excepción de César Bacle, pintaron paisajes y escenas costumbrista por gusto, pero vivían de pintar retratos a pedido, única actividad artística realmente rentable.
En la tercera década aparece Carlos Morel (1813-1894), quien ha sido considerado el primer pintor estrictamente argentino, ya que se educó en Buenos Aires y nunca viajó fuera del país. Morel fue, además, el precursor del cuadro histórico, que se haría inmensamente popular a fines del siglo.

### La Organización Nacional
Después de la batalla de Caseros y del regreso de los exiliados de la rosismo se destacó Prilidiano Pueyrredón (1823-1870), hijo del general, educado en Europa, que registró la vida de los gauchos del campo cercano a Buenos Aires con perfección académica pero con inspiración romántica. Un caso especial fue Cándido López (1840-1902), que tuvo una producción errática hasta el estallido de la Guerra de la Triple Alianza, a la que registró en grandes cuadros con visiones panorámicas, resultando en un estilo similar al movimiento naïf y valiosos aportes a la información histórica. Surgieron también las primeras pintoras, Luisa Sánchez de Arteaga (1823-1883) y Procesa del Carmen Sarmiento (1819-1899), hermana del presidente de su mismo apellido.
Los pintores extranjeros no dejaron de arribar al país, y entre ellos merecen ser citados Ernest Charton, que ya había recorrido México y Chile, se instaló en Buenos Aires en 1870, legando los retratos de todos los presidentes de la época, Juan Mauricio Rugendas y Juan León Palliere. Fueron, también, los últimos pintores en vivir de los retratos mientras publicaban cuadros acerca de batallas, paisajes y escenas costumbristas.
Durante las algo menos de medio siglo, entre los años 1820 y el final de la Guerra del Paraguay los pintores más destacados recorrieron una gran variedad de estilos pictóricos, tales como el neoclasicismo, el romanticismo, el realismo costumbrista, el academicismo italiano y el neorrealismo.
Más allá de las escenas costumbristas, campestres o bélicas, los pintores argentinos de la segunda mitad del siglo XIX fueron acusados de seguir al pie de la letra los modelos europeos, dentro de los cuales pretendían de algún modo ser incluidos, dejando de lado toda originalidad. Tal vez la más notable excepción fue la de Cándido López, muy académico en sus retratos, pero que debió inventar una especie de arte naïf, obligado a representar grandes movimientos de fuerzas militares con mucho detalle; y también por la necesidad de entrenar su mano izquierda para la pintura, tras la pérdida de su mano derecha en combate en el Paraguay.

### La Generación del Ochenta
Desde mediados del siglo XIX se comenzaron a organizar las primeras instituciones artísticas del país: en 1876 la Sociedad Estímulo de Bellas Artes, en la que se educaron los pintores de la siguiente generación, y en la que se cruzaban el neoclasicismo, el romanticismo y el realismo, diluyendo las diferencias entre estas escuelas. En 1893 nació el Ateneo, que agrupaba literatos destacados como Rafael Obligado, Lucio V. Mansilla y Roberto Payró junto con pintores como Eduardo Schiaffino, Eduardo Sívori y Della Valle. En 1896 se fundó el Museo Nacional de Bellas Artes, cuyo primer director fue el pintor Eduardo Schiaffino.
La Generación del 80 fue positivista, y llevó esa visión de la técnica y del progreso a todas sus realizaciones; esto hubiera causado la completa ausencia de producción artística, si no hubiera sido por un grado importante de romanticismo que arrastraba desde tiempos pasados. De todos modos, fueron los pintores extranjeros, especialmente los italianos, quienes dominaron el panorama y el negocio del arte en las dos últimas décadas del siglo XIX. La gran ola de inmigración europea (1870-1930), estableció una fuerte relación con la pintura europea, a través principalmente de pintores italianos o hijos de italianos. Eduardo Sívori (1847-1918), introdujo el naturalismo, con obras clásicas como El despertar de la criada, seguido por pintores como Reynaldo Giudici (1853-1927) y Ernesto de la Cárcova (1866-1927), este último destacado con Sin pan y sin trabajo. Ángel della Valle (1852-1903), desarrolló una corriente de pintura costumbrista del campo, con obras como La vuelta del malón.
Entre los nativos, se destacaron nombres como los de Graciano Mendilaharzu (1856-1894) y Ventura Lynch (1851-1883).
La necesidad de la enseñanza de la historia nacional para absorber e incorporar a los inmigrantes dieron una inmensa popularidad a la pintura histórica; en ella sobresalieron el uruguayo Juan Manuel Blanes —a quien también tocó retratar la epidemia de fiebre amarilla— y el chileno Pedro Subercaseaux.

### Galería delsigloXIX

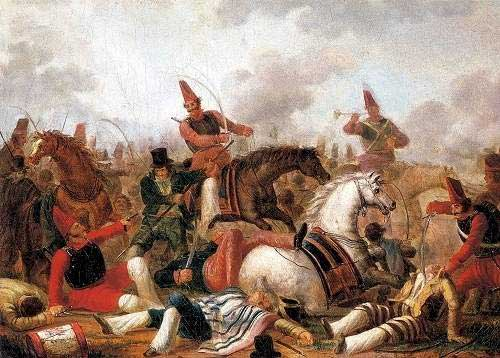
Combate de caballería en la época de Rosas (1830) Carlos Morel
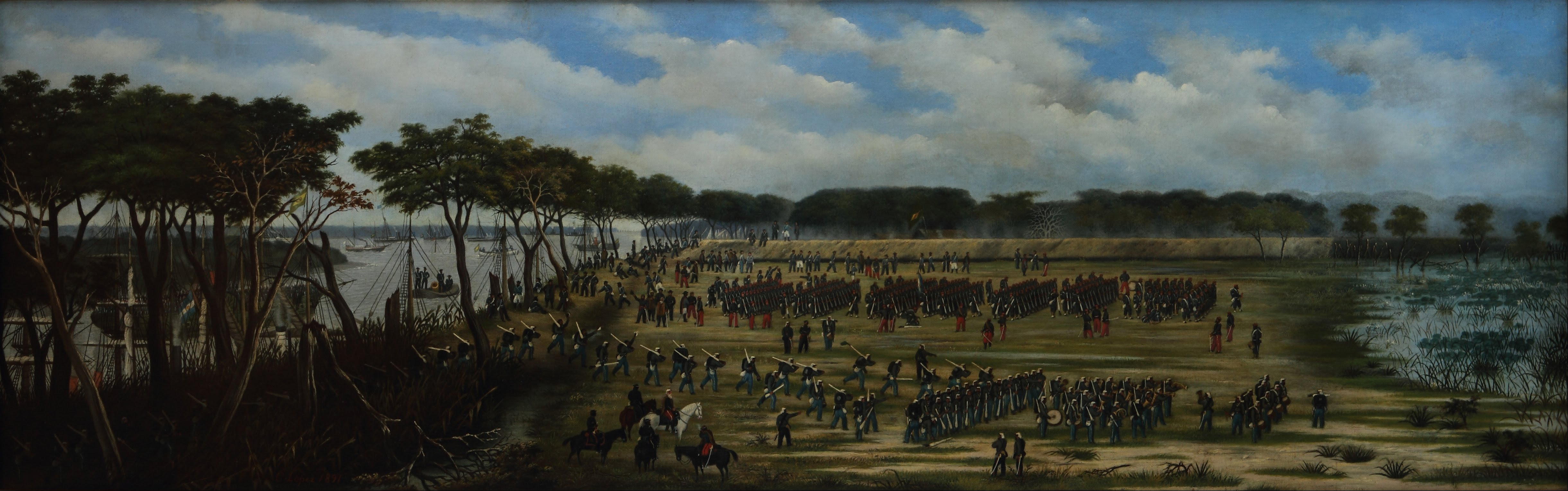
Desembarco de tropas aliadas (ca. 1860) Cándido López
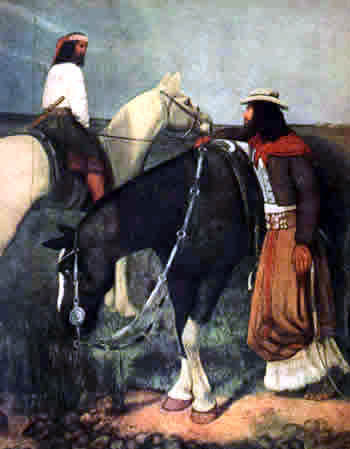
Capataz y peón de campo (1864) Prilidiano Pueyrredón
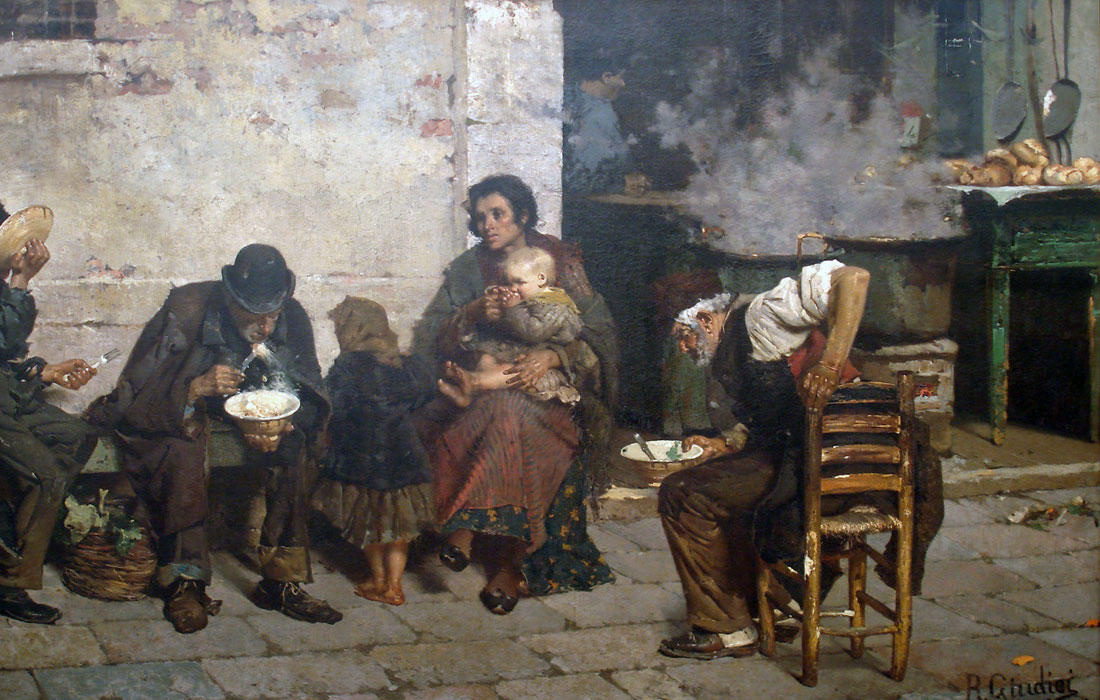
La sopa de los pobres (1884) Reynaldo Giudici
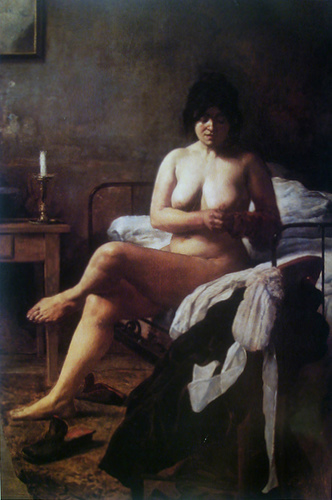
El despertar de la criada (1887) Eduardo Sívori
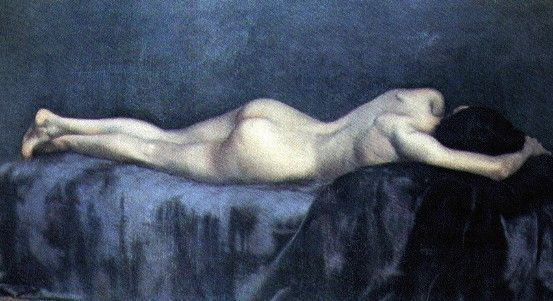
El reposo (1889) Eduardo Schiaffino
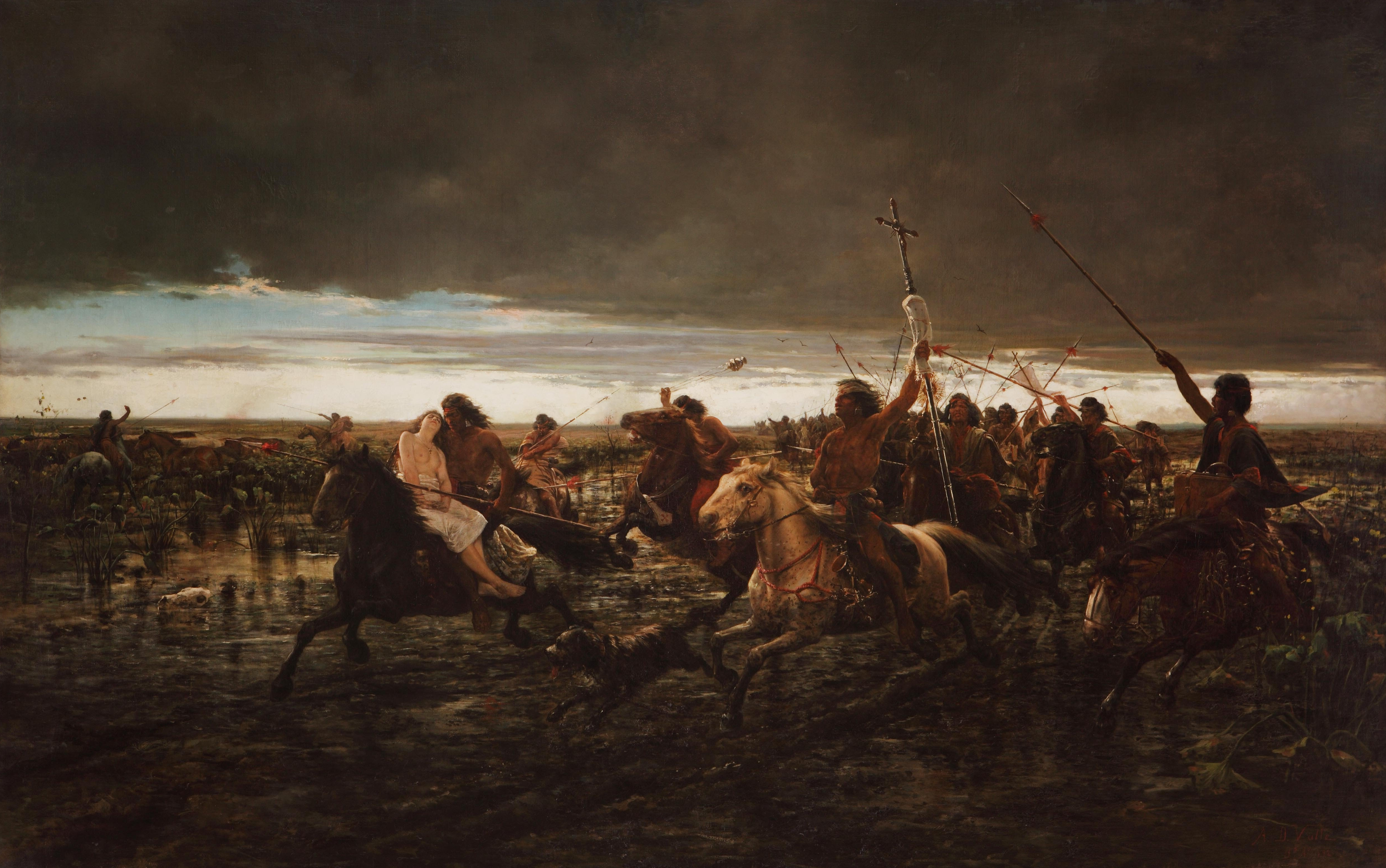
La vuelta del malón (1892) Ángel Della Valle
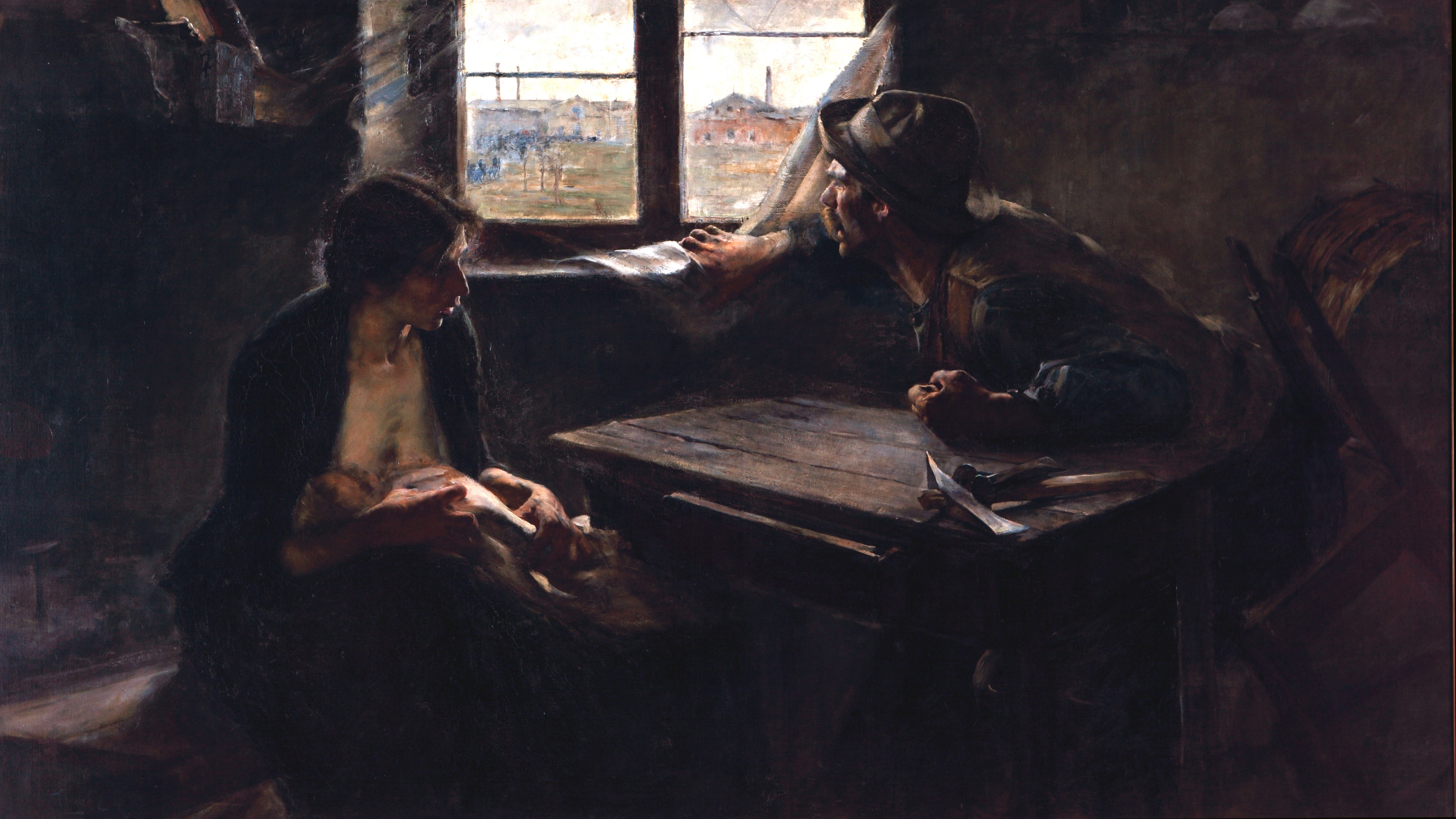
Sin pan y sin trabajo (1892-1893) Ernesto de la Cárcova

## Primera mitad delsigloXX

### El impresionismo
Al comenzar el siglo XX, Martín Malharro (1865-1911) introdujo el impresionismo con una exposición realizada en 1902 y varias más en las siguientes décadas. Era una trasposición de la corriente impresionista europea, bastante tardía: los primeros antecedentes del impresionismo datan de la obra de Joseph Mallord William Turner en los años 1840, y su primera obra cumbre corresponde a Édouard Manet, veinte años más tarde.
Malharro atrajo al impresionismo a pintores como Faustino Brughetti (1877-1956), Walter de Navazio (1887-1919) y Ramón Silva (1890-1919), que comenzaron tímidamente, en un preimpresionismo bastante evidente, pero desarrolaron una poderosa escuela plenamente impresionista. También Ernesto de la Cárcova abandonó la pintura académica para incorporarse al impresionismo. Uno de los exponentes más brillantes del impresionismo de principios de siglo fue Fernando Fader (1882-1935), francés que vivió gran parte de su vida en las sierras del norte de Córdoba. Como en el resto de los impresionistas argentinos, Fader abandonó el retrato de los gauchos y otros trabajadores rurales para retratar principalmente paisajes; cuando estos impresionistas iniciales descansaban del paisajismo, incursionaban en el desnudo, aunque también se pintaban paisajes como medio de vida. Tras muchas décadas en que casi todo el arte se hizo, se comercializó y se exhibió en Buenos Aires, Fader llevó la pintura de las provincias interiores a un primer momento de brillo.
Además se creó uno de los primeros grupos de artistas: el grupo Nexus, del cual formaban también parte Pío Collivadino (1869-1945), Justo Lynch (1870-1953), Carlos Ripamonti fallecido en 1947 y Cesáreo Bernaldo de Quirós (1881-1969). Todos ellos fueron impresionistas o postimpresionistas, y en conjunto pretendieron que su agrupación desarrollase una corriente artística que, sin ignorar ni desconocer la pintura de moda en París, fuera capaz de expresar una visión autónoma y «nacional» de la pintura.
Además presionaba a los pintores que no pertenecieran al grupo Nexus a hacer lo propio con los otros estilos pictóricos. Entre estos artistas no impresionistas se contaban, por ejemplo, Antonio Alice (1896-1943), pintor académico de temas y escenas históricas, José León Pagano, otro académico que era también crítico de arte y escritor, Francisco Villar (1872-1951), Leónie Matthis (1883-1953), francesa y esposa del anterior, otra destacada artista dedicada a la pintura histórica, Lía Gismondi (1888-1953), artista académica que también descolló en la literatura, y Lía Correa Morales de Yrurtia (1893-1975), hija y esposa de dos de los más destacados escultores de la historia argentina (Lucio Correa Morales y Rogelio Yrurtia, cuyos retratos heredaron de su padre, su esposo y de su maestro Pedro Zonza Briano un trato cuidadoso de los volúmenes, en detrimento de la expresión y del color.

### El postimpresionismo
El tardío desarrollo del impresionismo en la Argentina llevó a que el postimpresionismo, que ya tenía una larga trayectoria durante el siglo XIX y principios del siglo XX, surgiera pocos años después. Se trata de la versión local del conjunto de modificaciones técnicas impulsadas por Van Gogh, Gauguin y Cézanne. En Francia fue una respuesta al excesivo dominio en todos los campos pictóricos del impresionismo, pero en la Argentina fue apenas una incorporación imitativa de un estilo dominante en Europa; por esa razón no alcanzó notabilidad; mientras que los precursores franceses tuvieron seguidores de la talla de Degas, Toulouse-Lautrec o Seurat, en la Argentina fue desarrollado por el tucumano Valentín Thibón de Libián (1889-1931), Ramón Silva (1890-1919) y otros pintores casi desconocidos en la actualidad. Entre sus continuadores se contaron Víctor Pisarro, Ana Weiss de Rossi y su esposo Alberto María Rossi (1879-1965), y Miguel Carlos Victorica (1884-1955).
Los festejos del Centenario de la Revolución de Mayo fueron acompañados de la primera exposición internacional, que se celebró en Buenos Aires en 1910. Llegaron cientos de pinturas de autores consagrados, sobre todo desde España, Francia e Italia: Odilon Redon, Raffaeli, Renoir, Monet, Sotomayor, López Mezquita, Anglada Camarasa, y tuvieron mucha influencia las obras exhibidas por Zuloaga, con su notable manejo del color y sus composiciones libres de detalles innecesarios. En los salones dedicados a los pintores locales se encontraron cuadros de Alice, Caraffa, Colivadino, Quirós, Schiaffino, Sívori, y el ya fallecido ingeniero y pintor Carlos Enrique Pellegrini. La comparación entre pintores nacionales y extranjeros terminó de convencer a los más conservadores de que existía un gran potencial para el arte local.
El espíritu refundacional de esos años llevó a la fundación de una Sociedad de Acuarelistas, Pastelistas y Aguafuertistas. En 1917  surgió la Asociación de Estudiantes de Bellas Artes, y dos años más tarde la Sociedad Nacional de Arte Decorativo, de la cual ha quedado para el presente el Museo Nacional de Arte Decorativo.

### Primera vanguardia
Los primeros grandes movimientos pictóricos en la Argentina, con características propias de una pintura latinoamericana que comenzaba a desarrollarse en todo el continente, coinciden con las primeras manifestaciones de libertad política en el país, con la sanción del voto secreto y universal para varones en 1912 y la llegada al gobierno del primer presidente elegido por voto popular, Hipólito Yrigoyen en 1916 y la revolución cultural que implicó la Reforma Universitaria de 1918.
En ese contexto, registrando más o menos influencia de la Escuela de París (Modigliani, Chagall, Soutine, Klee), se desarrollan tres grandes grupos:

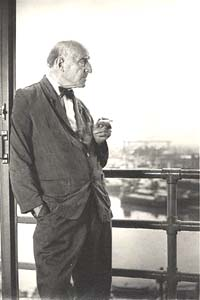
Benito Quinquela Martín (1890-1977), del Grupo de La Boca. Expresó una corriente que pintó un barrio.

- El Grupo Florida, grupo de literatos cuya rama plástica era el llamado Grupo de París; en él figuraron pintores como Aquiles Badi (1894-1976), Héctor Basaldúa (1895-1976), Antonio Berni (1905-1981), Norah Borges (1091-1998), Horacio Butler (1897-1983), Emilio Centurión (1894-1970), Juan del Prete (1897-1987), Raquel Forner (1902-1988), Ramón Gómez Cornet (1898-1964), Alfredo Guttero (1882-1932), Emilio Pettoruti (1892-1971), Xul Solar (1887-1963) y Lino Enea Spilimbergo (1896-1964). Se caracterizó por prestar máxima atención a las cuestiones estéticas, bajo la consigna de buscar “lo eminentemente estructural de los valores plásticos”. Sus miembros pertenecían mayormente a sectores medios o altos, y se reunían en la confitería «Richmond» de la céntrica y elegante calle Florida, de donde toma el nombre el grupo.

- El Grupo Boedo, cuyo correlato plástico eran los Artistas del Pueblo. Alejados del folklorismo o de la nostalgia del pasado propiciados por la generación anterior, este núcleo formado en bibliotecas de izquierda al calor de las obras de Tolstoi puso el énfasis en los problemas sociales. Sus exponentes principales en literatura fueron Castelnuovo, Yunque, Barletta y Roberto Arlt, mientras que los pintores del grupo eran José Arato, Adolfo Bellocq, Guillermo Facio Hebequer, Abraham Vigo y el escultor Agustín Riganelli, que expusieron en fábricas y barrios y crearon un Salón de Independientes. Su tema central eran las cuestiones y luchas sociales. Se nucleaban alrededor de la editorial Claridad, de tendencia socialista, que tenía sus talleres en la calle Boedo, en los suburbios obreros de la ciudad, y se reunían en el vecino Café El Japonés a metros de la mencionada Editorial Claridad.

- El Grupo de La Boca, con pintores como Víctor Cúnsolo (1898-1937), Samuel Mallo López, Fortunato Lacámera (1887-1951), Alfredo Lazzari (1871-1949), Tito Gando, Benito Quinquela Martín (1890-1977) y Miguel Carlos Victorica. Fuertemente influido por la inmigración italiana, desarrolló un estilo peculiar, centrado en el trabajo y los barrios inmigrantes.

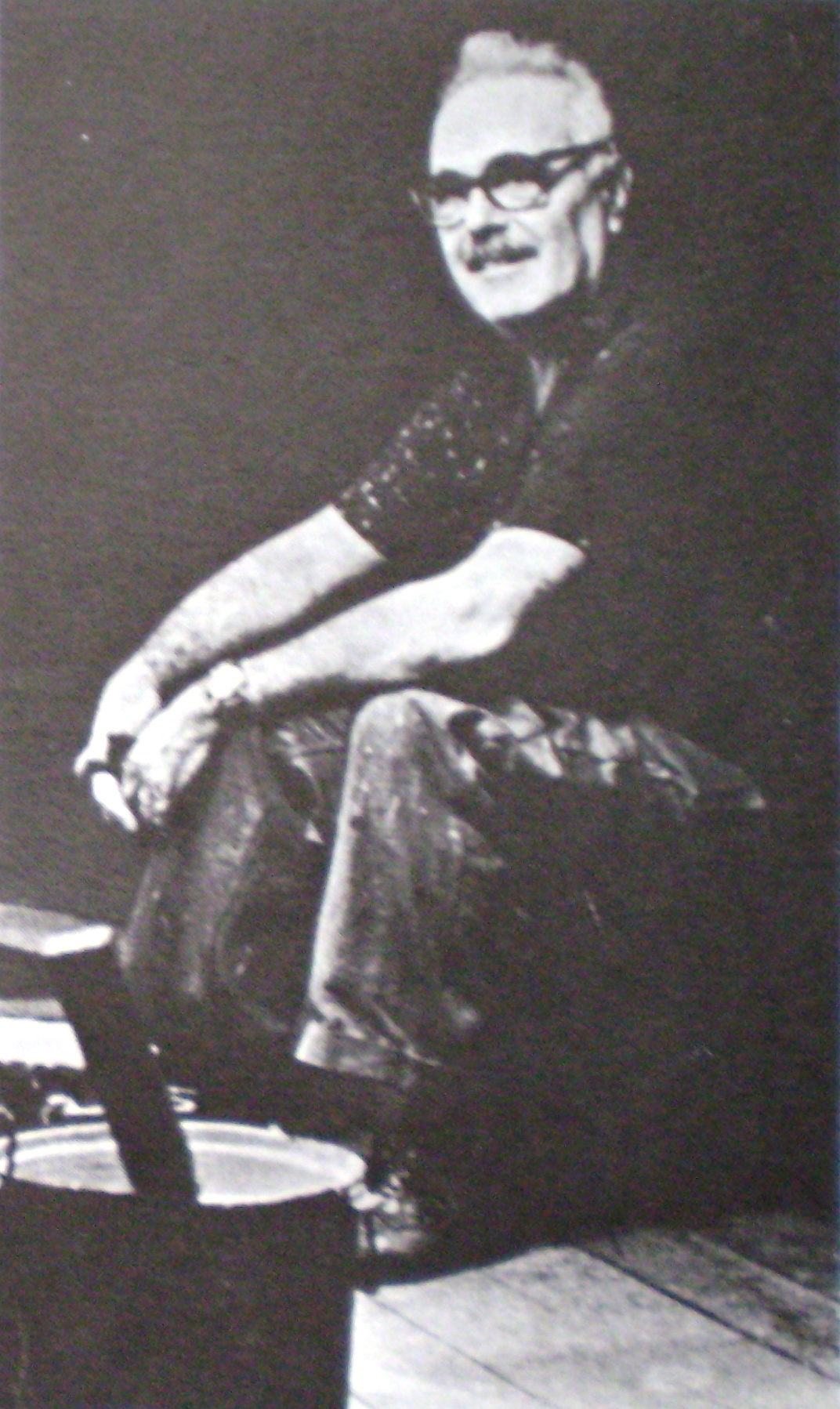
Raúl Soldi (1905-1994), exponente de la pintura sensible. El techo del Teatro Colón es obra suya.

Los dos primeros grupos fueron, inicialmente, una creación artificial; fueron inventados por los escritores Ernesto Palacio y Roberto Mariani con la idea de copiar los esquemas artísticos de Francia también en su costumbre de formar escuelas rivales, más por un reclamo publicitario que porque creyeran que los grupos eran necesarios.
De todos modos, estos "grupos" no estaban unidos por misma escuela, una única teoría estética, ni por llevar adelante acciones conjuntas. Dentro de cada uno de estos grupos había representantes de las escuelas pictóricas. Spilimbergo, por ejemplo, había dejado que la influencia del cubismo le diera una forma particular a su constructivismo, en cierto modo similar al de Badi. Centurión y Gómez Cornet también manejaban con fluidez los volúmenes, con dos estilos muy distintos entre sí. Del Prete y Butler, en cambio, pertenecían a la corriente expresionista,

### La promoción del arte
En 1922 comenzó a circular la revista Martín Fierro, que pronto tomó partido por el Grupo de Florida, dirigida por el poeta Evar Méndez. Era la primera revista exitosa en publicar solamente acerca de temas culturales y educativos. Fue la única publicación que apoyó la primera exposición de Emilio Pettoruti (1892-1971), en octubre de 1924, que fuera de esa publicación recibió una unánime repulsa: era la primera vez que se exponía material correspondiente a la corriente cubista en la Argentina.
En 1924, un conjunto de damas de la alta sociedad porteña fundó la Asociación Amigos del Arte; aunque su fortuna estuviera ligada al trabajo o la herencia de sus esposos o sus padres, hizo una encomiable tarea apoyando el desarrollo de artistas jóvenes. Alquilaron una galería, donde exhibían los trabajos de éstos.
Desde 1904, Alfredo Guttero había residido en Europa, casi todo el tiempo en París. Regresó a Buenos Aires en 1827 e hizo una exposición en el salón de los Amigos del Arte, donde mostraba una pintura vanguardista muy distinta a la que habían mostrado otros como Pettoruti. Semanas después fundó un Taller Libre, donde los artistas podían pintar en presencia de otros y discutir acerca de lo que estaban haciendo. Se convirtió en un centro de irradiación de teorías y prácticas pictóricas, a pesar de no contar con otros pintores conocidos que Guttero, Raquel Forner, Pedro Rodríguez Neira ni con otro escultor notable que Alfredo Bigatti.
En 1928 fue fundado en Buenos Aires el Nuevo Salón, en que exponían sus obras alternativamente artistas como Héctor Basaldúa, Pedro Figari, Horacio Butler, Guttero, Norah Borges, Morera, Pettoruti, Xul Solar, Spilimbergo y otros.

### Segunda vanguardia
La segunda vanguardia en la pintura argentina se desarrolló durante la década del 30. Muchos de los pintores de la primera vanguardia evolucionaron en su estilo, técnica y mensaje, por lo que quedaron alineados en otros grupos, distintos de los anteriores. En esta segunda etapa, las agrupaciones se formaron principalmente en base al estilo pictórico más habitual de cada artista. Entre los principales agrupamientos pictóricos se encuentran:
- El Grupo Orión, de propuestas surrealistas, integrado por Luis Barragán, Vicente Forte, Orlando Pierri y Leopoldo Presas. Otros artistas identificados con los postulados de cambio social adoptaron algunos rasgos vanguardistas, como Berni o Spilimbergo, quienes transitaron momentos casi surrealistas. Otros en cambio, como Pompeyo Audivert, José Planas Casas y Juan Batlle Planas fueron exponentes “puros” de esta tendencia.

- Los pintores sensibles cultivaron la expresión de matices delicados con una fuerte carga de subjetividad, caracterizados por el uso del color como una herramienta emocional, principalmente Raúl Soldi, pero también, Fortunato Lacámera, Miguel Carlos Victorica, Raúl Russo, Eugenio Daneri, Esteban Semino y Miguel Diomede.

- Los pintores ingenuos, con una pintura sin conflictos humanos ni sociales, como Luis Centurión y Norah Borges.

- Los neorrealistas, realismo crítico de los años 30, que de algún modo continúan la línea del Grupo de Boedo, pero con elementos pictóricos rigurosos y vanguardistas, donde se ubicaron Pompeyo Audivert (1900-1977), Carlos Alonso (1929- ), Lino Enea Spilimbergo (1896-1964), Antonio Berni (1905-1981), Juan Carlos Castagnino (1908-1972), Demetrio Urruchúa, Enrique Policastro, quienes apelaron al mural, a técnicas y procedimientos como el collage, la fotografía y el montaje y desarrollaron una importante tarea educativa en centros de enseñanza artística.

En este sector también puede ubicarse Florencio Molina Campos, en un tipo de pintura social con elementos ingenuos, de la caricatura y del uso «sensible» del color; y al tilcareño Medardo Pantoja, expresión de la pintura andina de proyección indígena y latinoamericana.
Mientras el centro de la escena era ocupado por estas vanguardias, permanecían en actividad numerosos pintores académicos e impresionistas, como Ítalo Botti Enrique Borla y la producción pictórica clásica del exitoso arquitecto Alejandro Bustillo entre los primeros. Entre los impresionistas y postimpresionistas, Juan B. Tapia, Dante Ortolani, Fray Guillermo Butler y Mario Canale, principalmente paisajistas. Casi todos ellos —incluyendo a los vanguardistas— seguían, además, la formación tradicional, con un maestro europeo en Buenos Aires, un largo viaje de perfeccionamiento en Europa, el contacto con las vanguardias en el Viejo Mundo, y el regreso a su país, donde terminaban de dar forma a su propio estilo.

### Artes plásticas en Córdoba
Durante el siglo XX se produce un gran desarrollo de las artes plásticas en la provincia de Córdoba, desde el realismo y el hiperrealismo, el expresionismo moderado hasta lenguajes simbólicos de origen onírico. Las Bienales de Córdoba consistieron en importantes concursos internacionales.
En Córdoba se destacan artistas como Lino Eneas Spilimbergo, José Américo Malanca, Mariana Accornero, Roger Mantegani, Angela Alonso, Carlos Alonso, Marcela Argañaraz, Pedro Pont Vergés, Olga Argañaraz, Tito Miravet, Patricia Ávila, Sergio Fonseca, María Teresa Belloni, Eduardo Bendersky, Niní Bernardello, Ernesto Fariña, Natalia Bernardi, Fernando Fader, Vanesa Di Giacomo, Fernando Fraenza, Liliana Di Negro, Nicasio Alberto, Zulema Di Siena, Diego Cuquejo, Alejandra Escribano, Martiniano Scieppaquercia, Alejandra Espinosa, Eduardo Giusiano, Clara Ferrer Serrano, Antonio Seguí, Cristina Figueroa, Arando Sica, Susana Funes y José Aguilera entre otros.

### Los pintores «modernos»
Los llamados «Pintores Modernos» de Argentina forman un grupo difícil de encasillar, que desarrolló un estilo constructivista no figurativo, pero sin ser realmente abstractos. En este grupo se encuentran artistas como Atilio Malinverno y Alfredo Gramajo Gutiérrez, dos paisajistas que expusieron desde el año 1919 y luego derivaron hacia lo no figurativo, y un segundo grupo formado por Miguel Ocampo, Julio Barragán, Luis Seoane, Carlos Torrallardona y Luis Aquino, cuya producción pictórica comenzó en la década de 1940.

### Arte abstracto
La pintura abstracta en la Argentina, tuvo como precursor a Emilio Pettoruti, quien luego de estar once años en Europa, regresó en 1924 y expuso sus obras futuristas en el Salón Witcomb, causando un gran revuelo en el ambiente artístico bonaerense. También tuvo una gran influencia Juan Del Prete –luego creador del futucubismo. Pero la pintura abstracta recién comenzaría a desarrollarse como escuela en la década del 40, a partir del arte concreto. Entre los artistas más destacados se encuentran Tomás Maldonado.

### Fauvismo y cubismo
Mientras los artistas argentinos desarrollaban el impresionismo, el arte europeo ya había consagrado dos corrientes antagónicas que reformularían todo el arte de principios del siglo XX: el fauvismo y el cubismo. Ninguno de los dos se desarrollaría en forma pura en la Argentina, pero varios artistas destacados mostrarían una fuerte influencia de alguna de las dos corrientes: el fauvismo más por el espíritu lírico de las piezas, y el cubismo por el ordenamiento del espacio y el manejo de los volúmenes, como en los casos de Pettoruti y Spilimbergo. Pettoruti, en particular, evolucionó por fuera del cubismo durante los años 1930, pero manteniendo un manejo del espacio, una tersura en la terminación de las superficies y una precisión en las figuras geométricas obviamente heredadas del cubismo. Su carrera terminaría, a partir de los años 1950, con la evolución al arte abstracto, sin perder nunca la precisión en el tratamiento del espacio, las formas y las superficies.
La influencia del cubismo en Spilimbergo, en cambio, aparece como más sutil: formado en el impresionismo, durante su larga permanencia en Europa se inscribió en el postcubismo, mientras la impresión de las pinturas rescatadas en Pompeya y la comprensión de la evolución de las formas artísticas en Italia lo llevaron a desarrollar su arte de retratos y figuras humanas de formas consistentes, con actitudes serenas y firmes. La enorme fama de la obra de Spilimbergo, en realidad, reposa sobre un período relativamente corto y un número acotado de obras, con las grandes figuras femeninas de ojos enormes que le facilitaron su acceso a la fama. Mientras Pettoruti luchó gran parte de su vida para imponer su estilo y ser aceptado –y finalmente aclamado– por la crítica, a Spilimbergo le bastó la perfección y armonía de un corto período de su vida para ser considerado uno de los favoritos de la crítica.
Pese a que eran dos escuelas antagónicas, algunos pocos pintores argentinos lograron una integración del cubismo y el fauvismo: el caso más notable fue el de Horacio Butler (1897-1983), que estudió en Alemania y Francia. Su obra combina esquemas compositivos geométricos con un manejo del color de tipo fauvista, con un estilo intimista que se contradice a sí mismo para alcanzar altos niveles de lirismo; esto es especialmente cierto para sus cuadros de paisajes del delta del Paraná, que Butler amaba por haber pasado allí gran parte de su infancia y adolescencia.

### Del fauvismo al expresionismo
Durante la década de 1930, surgió un conjunto de pintores, o más bien obras de algunos artistas en particular, en que destaca la sensibilidad por encima de otras cualidades; dependiendo del análisis, pueden ser incluidas dentro del fauvismo o del expresionismo. Entre los autores que incursionaron en esta variante se cuentan Juan del Prete (1897-1987), nacido en Italia y radicado en su infancia en la Argentina, que recorrió gran parte del espectro de expresiones artísticas disponibles en su época hasta llegar a desarrollar lo que él mismo llamó futucubismo, en el que convivían el rigor del cubismo en el manejo del espacio con una imagen dinámica y libre, que se niega a quedar encerrada en la formalidad cubista; posteriormente fue un gran representante del informalismo.
Otro miembro del fauvismo y del expresionismo que en la Argentina deriva de aquél, fue Héctor Basaldúa (1895-1976), discípulo de la Escuela de París, destacado por sus personajes misteriosos agregados a composiciones complejas. A ellos podemos agregar a Raquel Forner (1902-1988) y Enrique de Larrañaga (1900-1956). También se desarrolló un lirismo intimista, derivado muy tardío del escaso fauvismo creado en la Argentina, cuya máxima expresión fue la obra de Miguel Carlos Victorica (1884-1955), seguido por otros menos conocidos, como Eugenio Daneri o Miguel Diomede.
Junto a este expresionismo derivado de la sensibilidad fauvista, existió también un escaso desarrollo del dadaísmo y un surrealismo que llegó algo más lejos: sus primeros ensayos salieron a la luz de la mano de Antonio Berni, y que creció en la obra de Raquel Forner –que intentaba ser más simbólica que surrealista– y de Juan Battle Planas (1911-1966).
El grupo Orión, fundado en 1939, estaba formado por pintores de distintos orígenes, que formaron una alianza para desarrollar una pintura surrealista, y que como grupo duraron lo mismo que el entusiasmo de sus miembros por el surrealismo; fueron sus miembros más destacados Luis Barragán, Vicente Forte, Juan Fuentes y Leopoldo Presas.

### El Salón Nacional

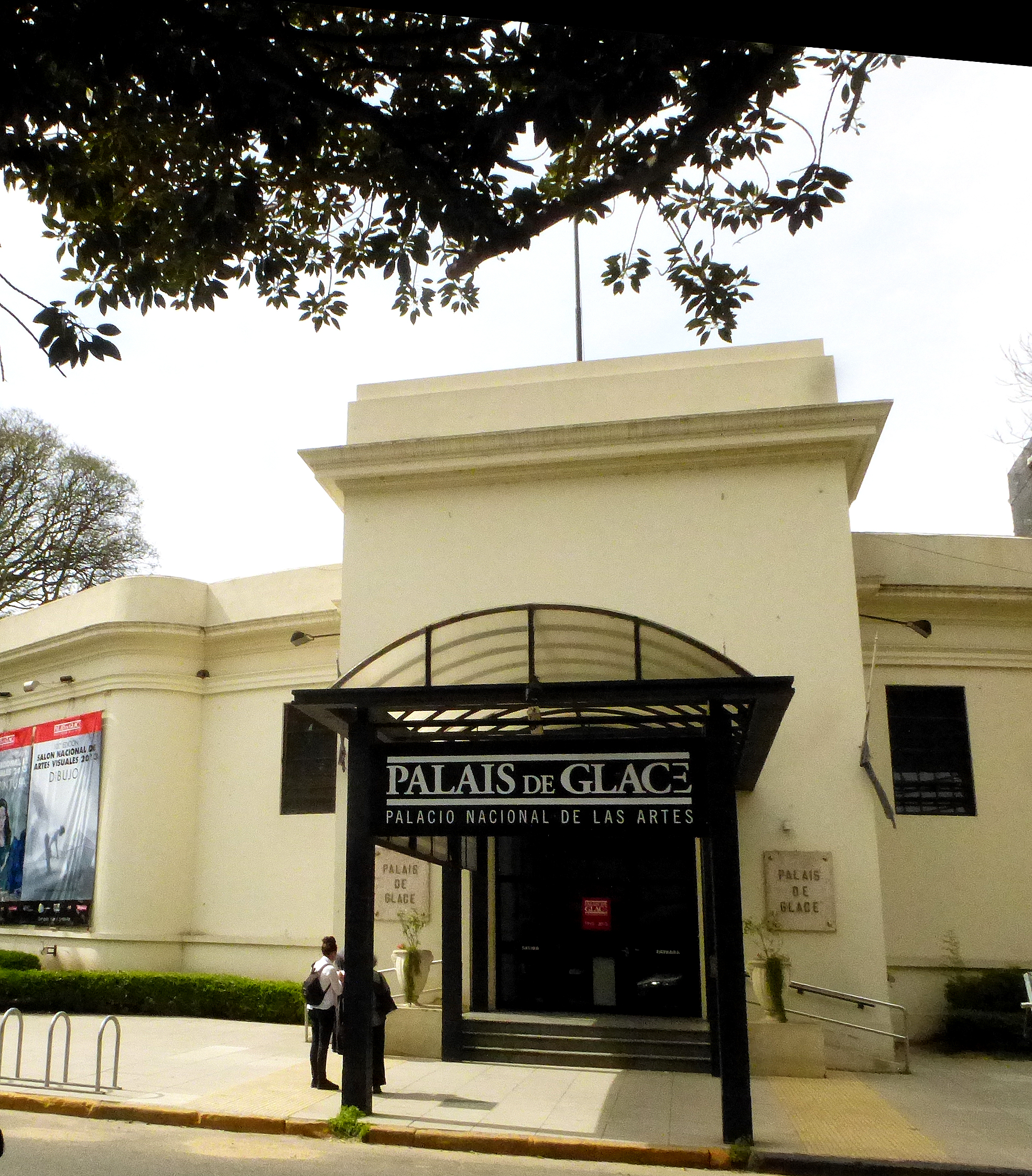
El Palais de Glace, donde se han celebrado la mayoría de las versiones del Salón Nacional de Artes Visuales.

Las exposiciones se organizaban en la medida en que cada galerista podía hacerlas; por lo general, las galerías no organizaban siguiendo el mismo formato. Los premios eran un gesto de apoyo de los gerentes de las empresas a los artistas, y su monto era fijado aleatoriamente por cada propietario. Pero a partir de 1911, por iniciativa del presidente Roque Sáenz Peña, se instituyó la Exposición Nacional de Arte, limitada a la pintura y la escultura. Entre 1912 y 1943 se llamó Salón Nacional de Bellas Artes, y desde 1932 a 2017 tuvieron lugar en el Palais de Glace, excepto por cuatro ediciones, durante las cuales ese edificio fue incorporado a los estudios de televisión, recién inaugurados.
Por breve tiempo albergaron exposiciones de arquitectura y de grabado en las décadas de 1910 y 1920, y en 1948 volvieron a tener grabados y dibujos. En 1968, en plena euforia del arte no figurativo, se incorporó la exposición de Investigaciones Visuales, que se reformularon a partir del año 2000, lo que en la actualidad se llama Instalaciones y Medios Alternativos. También tiene secciones de cerámica, fotografía y de tapices y arte textil.
En cuanto al nombre, en 1944 se llamó Salón Nacional de Artes Plásticas, y desde el año 2000, Salón Nacional de Artes Visuales. Muy rara vez fue superado como máxima reunión de los artistas plásticos argentinos, y como el premio anual más prestigioso. Durante mucho tiempo, parte de los premios consistían en la compra de algunos cuadros por un alto valor, para exponerlos en salas de edificios públicas o en los despachos de los ministerios.

### Galería de pinturas de la primera mitad delsigloXX

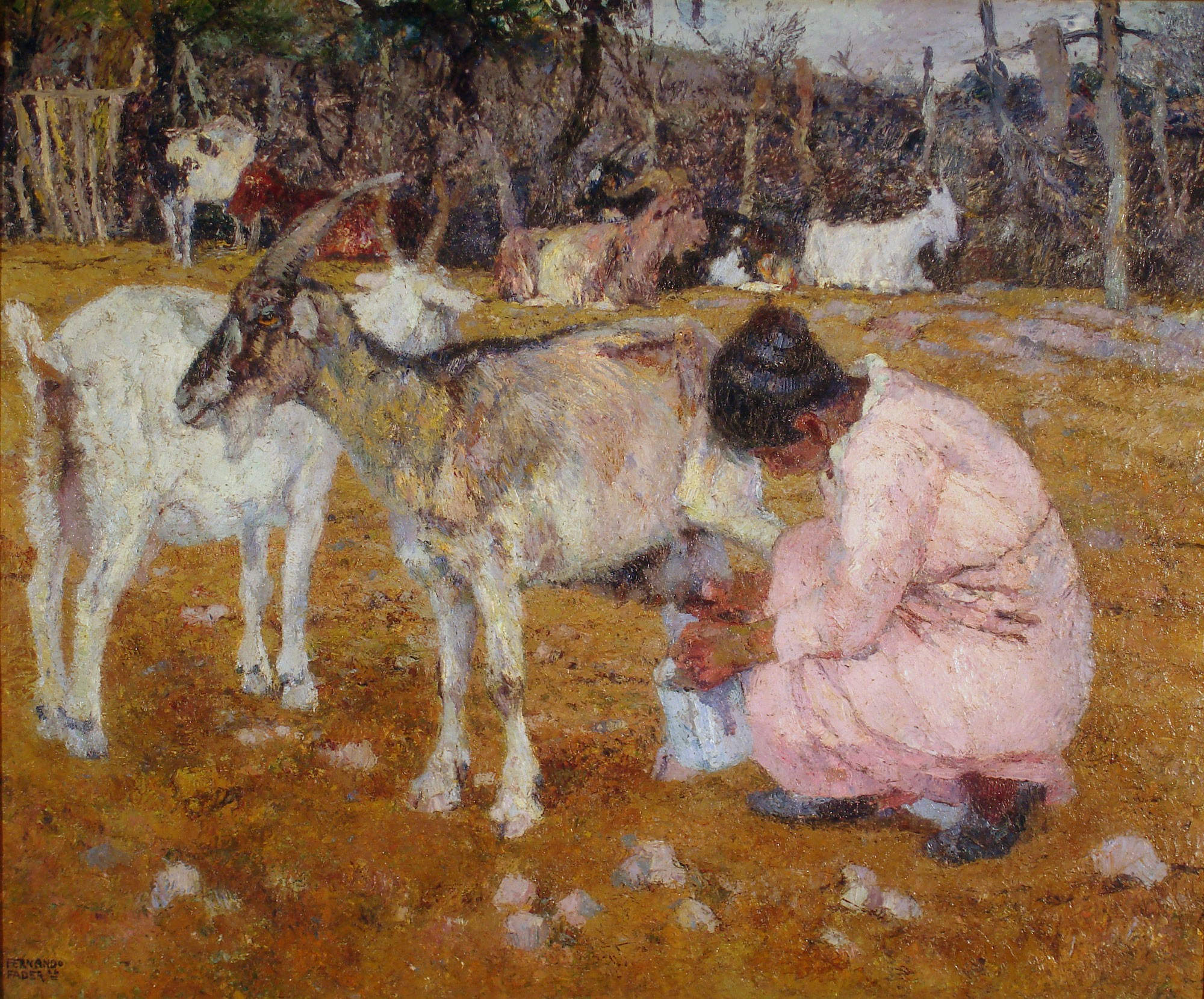
Corral de cabras (1926) Fernando Fader
La fraternidad (1946) Demetrio Urruchúa
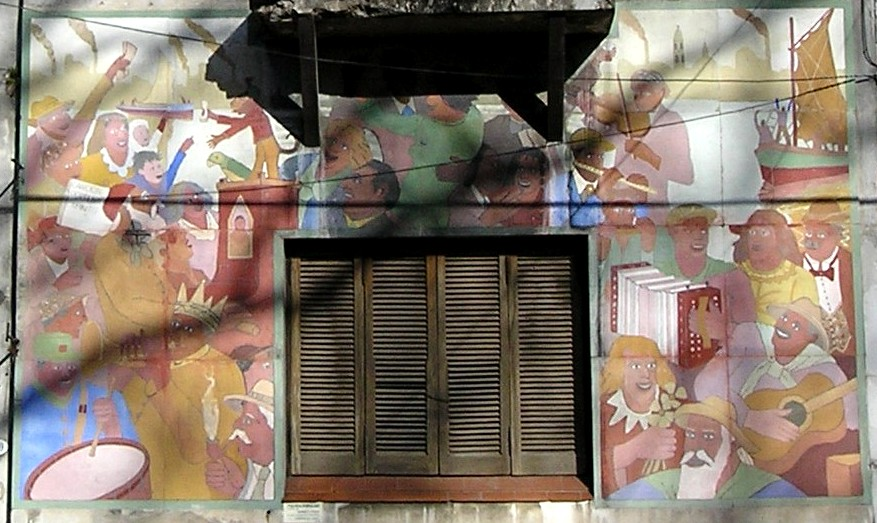
Benito Quinquela Martín, La canción popular, casa de Juan de Dios Filiberto.

## Segunda mitad delsigloXX

### Cambios políticos aceleran las transformaciones artísticas
La irrupción del peronismo generó una alteración de todos los procesos políticos, sociales y económicos del país, en muchos casos por su influencia positiva en cuanto a los derechos sociales, y en otros por las derivaciones de su pretensión de controlar todo el espacio político, cultural y, especialmente, el educativo. Fue así que se presionó a los docentes de las escuelas primarias y secundarias para difundir los logros del peronismo, y que fueron expulsados de sus cátedras centenares de docentes universitarios y de escuelas artísticas, no especialmente identificados con el peronismo. La reacción a esas exclusiones en el campo de la plástica generó nuevas escuelas y facilitó el recambio de unas corrientes artísticas por otras.
Pese al discurso de sus opositores acerca del poco interés del peronismo en el arte, éste generó también un arte propio, especialmente notable en las ilustraciones de las publicaciones y cartelería política del gobierno y de propaganda política peronista. En general, giraba en torno a la estética neorrealista.
Aún antes de la formación del peronismo, los opositores a lo que creían que era el fascismo del gobierno militar decidieron oponerse también en el arte; así rechazaron participar en el Salón Nacional. Durante los años 1930 se había creado el Salón Nacional de Artes Visuales, que exponía y premiaba a los artistas locales en forma oficial y elevándolos a un nivel que ninguna otra exposición podía darles. En 1944 todavía se organizó con éxito el Salón oficial, pero la preferencia evidente por artistas con simpatías por el gobierno, y la sensación de que los artistas democráticos debían oponerse a todo lo que proviniera del bando del Eje, que es como veían a los militares nacionalistas de la dictadura. De modo que para 1945 organizaron un Salón Independiente, donde se premió a los artistas más activos en las manifestaciones contra el gobierno. Si bien la concurrencia pareció darles la razón, los hechos del mes de octubre y las elecciones de febrero de 1946, que llevaron a Juan Perón a la presidencia, debilitaron a la oposición artística, o al menos no lo volvieron a intentar por ese camino.
Por iniciativa de Eva Perón, en 1950 se creó el Ateneo Cultural Eva Perón, con la intención de ser un centro de militancia femenina y al mismo tiempo artística. A largo plazo, se limitó a ser sólo un órgano de propaganda política.

### Escuela de Muralistas Tucumanos
A partir de 1946 se produce un giro en la política académica de las escuelas de Bellas Artes de Argentina, al son de los apartamientos políticos de maestros argentinos expulsados de otras escuelas de bellas artes como Mendoza o Buenos Aires. En 1948 se organizó el Taller de Pintura del Instituto Superior de Artes de la Universidad Nacional de Tucumán bajo la conducción de Lino Eneas Spilimbergo y la dirección de Guido Parpagnoli, donde se formó un polo de la plástica argentina de gran interés con los más destacados artistas: la Escuela de Muralistas Tucumanos, inspirada en las enseñanzas de Lothe y los principios armónicos de Matyla Ghyka.
Al proyecto del Instituto Superior de Artes se sumaron en distintas disciplinas: Lorenzo Domínguez para la sección de escultura, Víctor Rebuffo y Pompeyo Audivert en grabado y Pedro Zurro de la Fuente en matalistería. Ramón Gómez Cornet y los dibujantes Lajos Szalay y Aurelio Salas participaron también de este emprendimiento junto a Carlos Alonso, Juan Carlos de la Motta, Eduardo Audivert, Leonor Vassena, Alfredo Portillos, Medardo Pantoja, Luis Lobo de la Vega, Mercedes Romero, Nieto Palacios y otros.

### El Movimiento Madí
En 1946, derivado del arte abstracto, apareció en Buenos Aires el Movimiento Madi, «único movimiento cultural de repercusión internacional creado desde Buenos Aires». Fundado por Gyula Kosice y Carmelo Arden Quin, incluyó a artistas como Rhod Rothfuss, Martín Blaszko, Waldo Longo, Diyi Laañ.
La Asociación Arte Concreto-Invención, el Perceptismo y el Movimiento Madí definieron el período en que en la pintura de la Argentina y el Uruguay predominó la abstracción, ya que se definieron en contra de toda forma de representación: el artista pintaba en completa libertad. Por otro lado, rechazaban los marcos rectangulares, reemplazándolos por otros de formas libres. La rivalidad con movimientos más formales llevó a enfrentamientos irreconciliables.
Se generó a partir de las exposiciones tituladas "Arte Concreto Invención" y "Movimiento de Arte Concreto Invención", organizadas en 1944 en la casa del psicoanalista Pichón Rivière y en 1945 en la de la fotógrafa Grete Stern. Se sostuvo en el tiempo gracias a la revista Arturo. De este movimiento se desprendió el Perceptismo, fundado por Raúl Lozza.
Para el arte Madí, las obras de arte no representan nada, sólo existen; y el artista es un creador en estado puro. Buscaba también representar el movimiento, a lo cual ayudaban las formas libres de los marcos y los lienzos cóncavos y convexos.
Proveniente del constructivismo de los años 1920 y 1930, en los años 1970 evolucionó hacia el Minimalismo y otros estilos relacionados.

### Neorrealismo con sensibilidad social
Surgida más de la imitación de la pintura europea que de la realidad argentina, la pintura local tardó más de un siglo en inspirarse en la realidad social del país; ni siquiera las obras costumbristas que mostraban personas pobres o trabajadores manuales, como las de Fader o Quinquela Martín, eran denuncias por condiciones de vida difíciles o inaceptables. El conocido cuadro de De la Cárcova, Sin, pan y sin trabajo es una muy evidente denuncia social. Pero, pintado en 1894, permaneció como un tema aislado durante medio siglo; sin la bendición de los círculos intelectuales europeos, no había futuro para esos temas. El grupo Boedo, en cambio, estaba mucho más dispuesto a la denuncia social, pero ésta se canalizó sobre todo por la obra de los escritores del grupo, mientras que sus artistas plásticos se dedicaron a desarrollar un arte menos académico, menos «importado», sin incursionar en la denuncia a través de la pintura.
La pintura de denuncia social de mediados de siglo tuvo cuatro representantes destacadísimos: Antonio Berni (1905-1981), Juan Carlos Castagnino (1908-1972), Demetrio Urruchúa (1902-1978) y Enrique Policastro (1878-1971). Cuando comenzaron a ser aceptados por la crítica y el público, la sensibilidad social se había ubicado, tal vez por primera vez, en el centro de la escena; la tentación de asignar parte de este proceso a la influencia del peronismo es grande, pero parece más bien que fue un desarrollo paralelo al proceso político. Por otro lado, se trataba de artistas con una preparación técnica y con una experiencia en la presentación de las escenas ya largamente demostradas.
Afiliado al socialismo, Berni, que se destacó en los años 1920 como precursor del surrealismo, en la década siguiente se especializó en grandes lienzos con retratos de obreros protestando o sufriendo, que a veces eran reemplazados por fotos y composiciones con piezas de material tal como metales, madera y plástico. En esa época había pasado al realismo o neorrealismo, y siguió recurriendo a recursos de vanguardia para sus obras. Las denuncias sociales se hacían desde el recurrente retrato de dos personajes imaginarios, Juanito Laguna y Ramona Montiel.
Gracias a su capacidad innata para el dibujo, Castagnino estudió arquitectura además de pintura en la Escuela Superior de Bellas Artes. Y fue su dibujo lo que dominó su larga producción en las áreas del grabado y la pintura; en esta última área, era el dibujo el que le daba forma y fuerza a la pintura. En los años 1940 se concentró en los paisajes del Litoral fluvial, para después concentrarse en las figuras humanas –obreros, gauchos y campesinos– y ocasionalmente caballos. Mientras sus paisajes no retrataban historia alguna, la producción a partir de los años 1950 era una continua denuncia de las condiciones de vida de los menos favorecidos. Por otro lado, gran parte de su producción reemplazó al óleo por el acrílico, lo que dio mayor fuerza expresiva a sus trazos lineales. Uno de sus trabajos más conocidos fueron las ilustraciones para una edición de El gaucho Martín Fierro y La vuelta de Martín Fierro.
Más aún que en los dos anteriores, en el caso de Urruchúa predominaba absolutamente la pintura de denuncia social. Fue miembro fundador del Taller de Pintura Mural junto a Berni y Castagnino; pese a la abundante producción mural de Berni, fue Urruchúa quien más se destacó en este soporte. Junto con todos los anteriores y con Spilimbergo, pintaron los techos de las Galerías Pacífico.
Enrique Policastro fue un pintor que retrataba ambientes sombríos, correspondientes a hogares y lugares de socialización humilde y a puestos de trabajo.

### La nueva modernidad
Los dirigentes peronistas en general rechazaban la pintura abstracta, por lo que su período fue considerado oscurantista, aunque la crítica del siglo XXI ha logrado incorporar el punto de vista opuesto, a partir de los logros de una serie de artistas que reaccionaron contra las tendencias abstractas y no figurativas lograron mantener el interés del público y los coleccionistas durante los años del peronismo y los inmediatamente posteriores. Entre ellos hubo algunos destacados como Vicente Forte (1912-1980), que pasó por el grupo Orión y fue alumno de Pettoruti, para consagrarse con obras postcubistas, con gamas de colores grisáceos y predominio del blanco. También Luis Seoane (1910-1979), abogado y pintor de raíces e inspiración gallega, considerado uno de los que logró volver a la figuración sin abandonar el tratamiento vanguardista del espacio.
Por fuera de la pintura abstracta encontramos otros autores como Leopoldo Presas (1905-2009), que también había pasado por los Orión, para desarrollar una pintura de fuertes colores, desarrollada a partir de la figura humana femenina. Al mismo grupo pertenece el riojano Leopoldo Torres Agüero (1924-1995), aunque en sus últimos años fue muy influido por la pintura del Japón, donde residió varios años, para luego incursionar en la abstracción. Oscar Anadón (1919-1988) cerró los ciclos experimentales del neorrealismo con una simplificación extrema, de grandes superficies monocromático y gruesos trazos negros haciéndose cargo de todo lo que excedía las figuras centrales de sus composiciones.
No hubo una pintura artística propiamente peronista, pero los grabados propagandísticos anónimos de la cartelería y folletería oficial que se utilizaba para dar publicidad de los éxitos reales o supuestos del gobierno. En cierto sentido, marcan la culminación del arte neofigurativo.

### Tendencias recientes

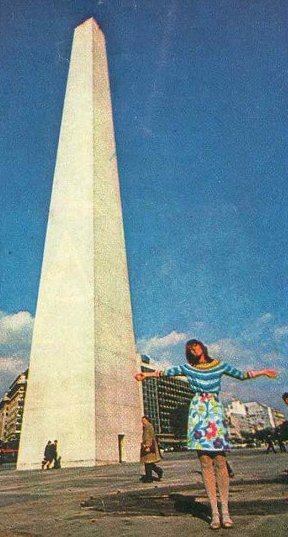
1965: Marta Minujín y su «arte efímero». Transformar el obelisco en un helado para que la gente lo consuma. En el marco de las experiencias culturales del Instituto Di Tella, dirigido por Jorge Romero Brest.

En las tendencias más recientes de la pintura argentina se encuentran la Nueva Figuración, el Pop Art, el Nuevo Surrealismo, el Hiperrealismo, el Arte de Sistemas, la Nueva Abstracción, el Cinetismo y el Arte Efímero.
El neosurrealismo argentino, a partir de los años 50, retomarían esta senda en la que convivían poesía, metafísica y elementos oníricos. Reúne pintores como Osvaldo Borda, Jorge Tapia, Guillermo Roux y Roberto Aizenberg, quienes encuentran en los mecanismos surrealistas, una posibilidad de expresar la angustia humana en tiempos de alta conflictividad social y política.
Grupo Boa, también a partir de la década de los 50, sin abandonar la abstracción, pero centrados en nuevas búsquedas, figuras como Martha Peluffo, Víctor Chab, Josefina Robirosa y Osvaldo Borda. 
En el realismo mágico pictórico y en el hiperrealismo descuella claramente Enrique Sobisch, pintor y dibujante de prestigio internacional.
El Movimiento Espartaco o Grupo Espartaco, a fines de la década del 50, integrado por Esperilio Bute, Ricardo Carpani, Mario Mollari, Juan Manuel Sánchez,y Carlos Sessano, entre otros, vinculó la pintura al compromiso activo con las luchas sociales y en especial los sindicatos, desarrollando líneas estéticas insertas en las tradiciones latinoamericanas.
La Nueva Figuración, reunió en la década de 1960, varios artistas que adoptaron el nombre de «Otra Figuración», que recuperan la figura humana, pero con el fin de darle formas libres, muchas veces monstruosas y cadavéricas. Los artistas más destacados de esta corriente son Jorge de la Vega, Rómulo Macció, Luis Felipe Noé, Ernesto Deira, Antonio Seguí, Miguel Ángel Dávila, Juan Carlos Distéfano y Alberto Cicchetti.
Todos estos encuentros marcaron una nueva etapa del vanguardismo en el país y prepararon el camino para movimientos como el arte óptico y cinético Julio Le Parc, Hugo Demarco y Luis Tomasello, el informalismo Kenneth Kemble, Fernando Maza y Mario Pucciarelli, el arte destructivo Barilari Kemble, Jorge López Anaya y Antonio Seguí y el happening Marta Minujín, Rodolfo Azaro, y León Ferrari , tendencias propias de la década de 1960, que tuvo su epicentro en el Instituto Di Tella. Dirigido por Enrique Oteiza y Jorge Romero Brest, el Di Tella estimuló no solo el uso de materiales no convencionales sino el abandono total de formalismos, en un ámbito de absoluta libertad formal, en el que se borraban las fronteras entre creador, obra y vida cotidiana.
Simultáneamente, habían comenzado las primeras manifestaciones del conceptualismo, que puso su acento en lo irónico y caótico del desorden cotidiano. Sobre esta línea trabajaron Alberto Greco y Edgardo Antonio Vigo y, en un plano de acción pura: Nicolás García Uriburu y Carlos Ginsburg.
El cierre del Di Tella en 1970 por presión de las autoridades militares, dio lugar al Centro de Arte y Comunicación, donde nacería el Grupo de los 13, luego Grupo CAYC en 1975. Integrado por Jaques Bedel, Jorge Glusberg, Víctor Grippo y Clorindo Testa , entre otros, propiciaba exposiciones de arte conceptual, arte ecológico, arte pobre, arte de proposiciones y arte cibernético. Sin integrarse en propuestas colectivas, coincidieron desde distintas miradas sobre el concepto Lea Lublin y Liliana Porter, quienes prefigurarían el neococeptualismo, encarnado posteriormente en Jorge Macchi y Juan Paparella.
Contrariamente, otros artistas mantenían el acento en las injusticias sociales. Cabe mencionar entre ellos a Antonio Seguí, Carlos Gorriarena, Alberto Heredia, Carlos Alonso y Jorge Demirjian. El realismo optó por una representación mimética del mundo, exacerbada a veces hasta un hiperrealismo preciosista como el que cultivaron Hugo Laurencena, Carlos Arnaiz, o Héctor Giuffré. En esta línea y protagonizando experiencias vinculadas a la política, se destacó Tucumán arde de Juan Pablo Renzi, Oscar Bony, Pablo Suárez y Diana Dowek pueden ser considerados parte de esta fusión entre arte y compromiso militante. Esta postura implicó retomar la senda del arte concreto basado en los principios de la percepción visual y la reivindicación de géneros tradicionales, como se ve en las obras de Víctor Magariños, María Martorell, Rogelio Polesello y los integrantes del Grupo de Arte Generativo: Eduardo Mac Entyre, Ary Brizzi y Miguel Ángel Vidal. También por estos años se acentuó la expresión de la identidad latinoamericana, a través de técnicas y motivos propios del arte precolombino. En este camino, Marcelo Bonevardi, Alejandro Puente y Pérez Celis alimentaron el denominado constructivismo rioplatense.
A partir de la noción de «sistema», derivada de la ciencia cibernética, desde comienzos de la década del 70, varios artistas y especialistas en Comunicación, desarrollaron una corriente denominada «Arte de Sistema», expresándose de maneras diversas bajo denominaciones como «arte conceptual», «arte ecológico de la tierra», «arte pobre», «arte de proposiciones» y «arte cibernético». Algunos de los artistas argentinos de esta corriente son Luis Fernando Benedit, Mirtha Dermisache y Lea Lublin.

### Nueva pintura argentina
De una manera similar a lo realizado por la transvanguardia italiana, en los años 80 y 90 hay una recuperación de la imagen y de las de técnicas tradicionales de la pintura sobre el modo conceptual dominante en los años 70. En estas obras se cuestiona el proyecto de la modernidad y de las vanguardias históricas. Muchos de los artistas presentan modelos fragmentarios, discontinuos, con una mirada irónica sobre los temas que abordan y con constantes citas al mundo del arte. Algunos de los pintores que se inscriben en esta tendencia son Marcia Schvartz, Ana Eckell, Guillermo Kuitca, Duilio Pierri, Diana Dowek, Victor Grippo, Fabian Marcaccio, Pablo Siquier, Martín Pérez Agripino, Santos Pereyra, Magdalena Jitrik, Martín La Rosa, Silvia Gurfein, Fabián Burgos, Agustín Trama,  Verónica Di Toro, Diego Mur, Adriana Minoliti, Max Gómez Canle,Estanislao Florido y Santiago Iturralde entre otros.

### Galería de pinturas de la segunda mitad delsigloXX

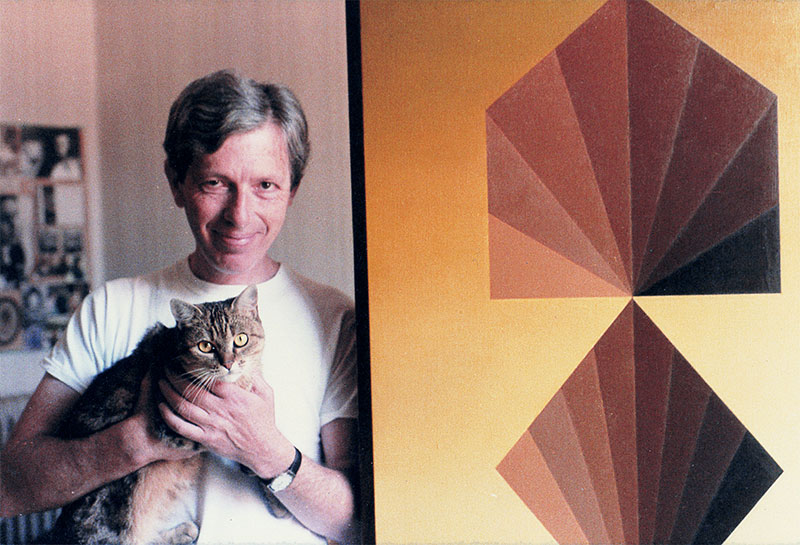
Roberto Aizenberg con obra suya
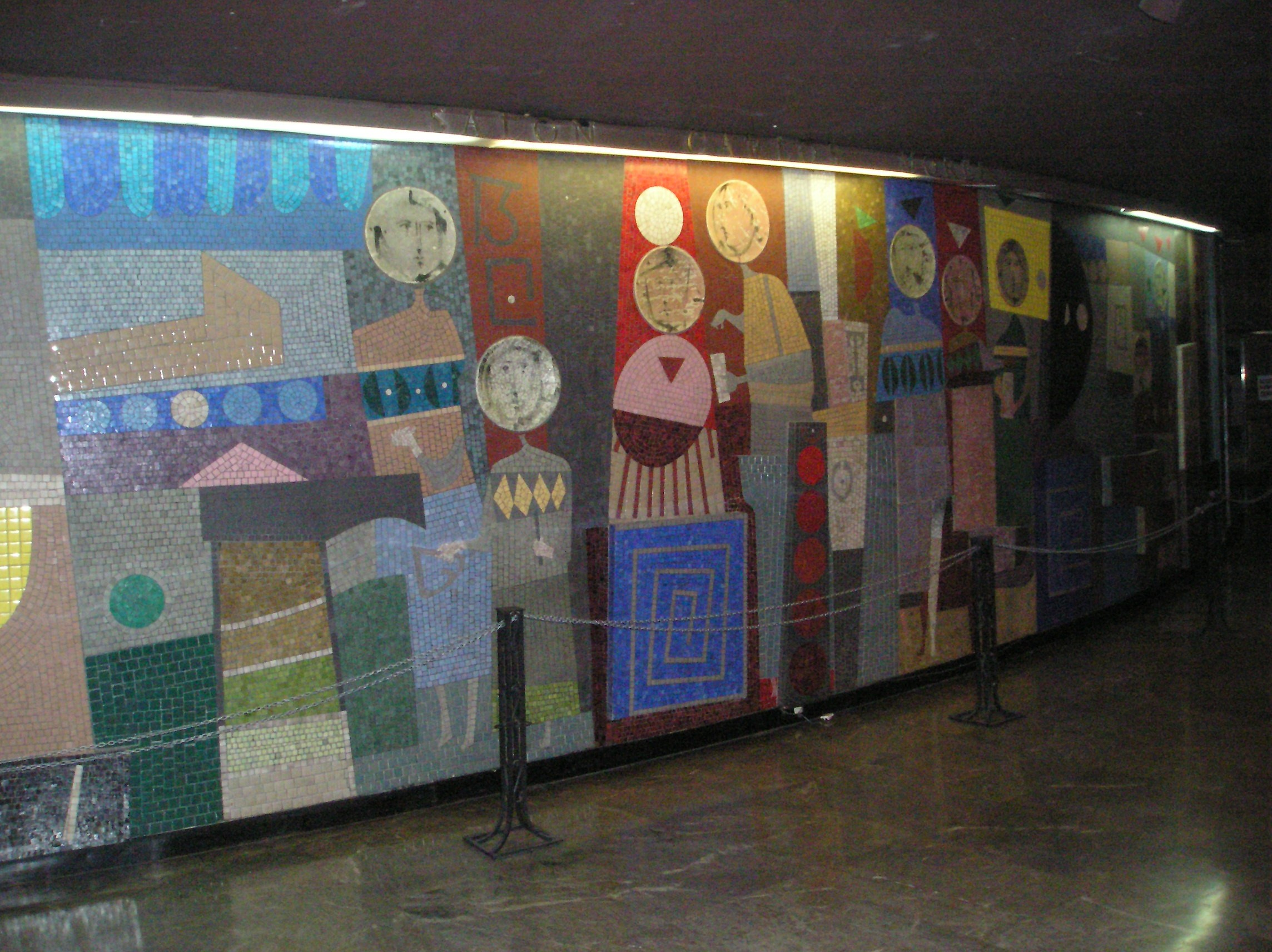
Juan Batlle Planas, mural en el Teatro San Martín de Buenos Aires.
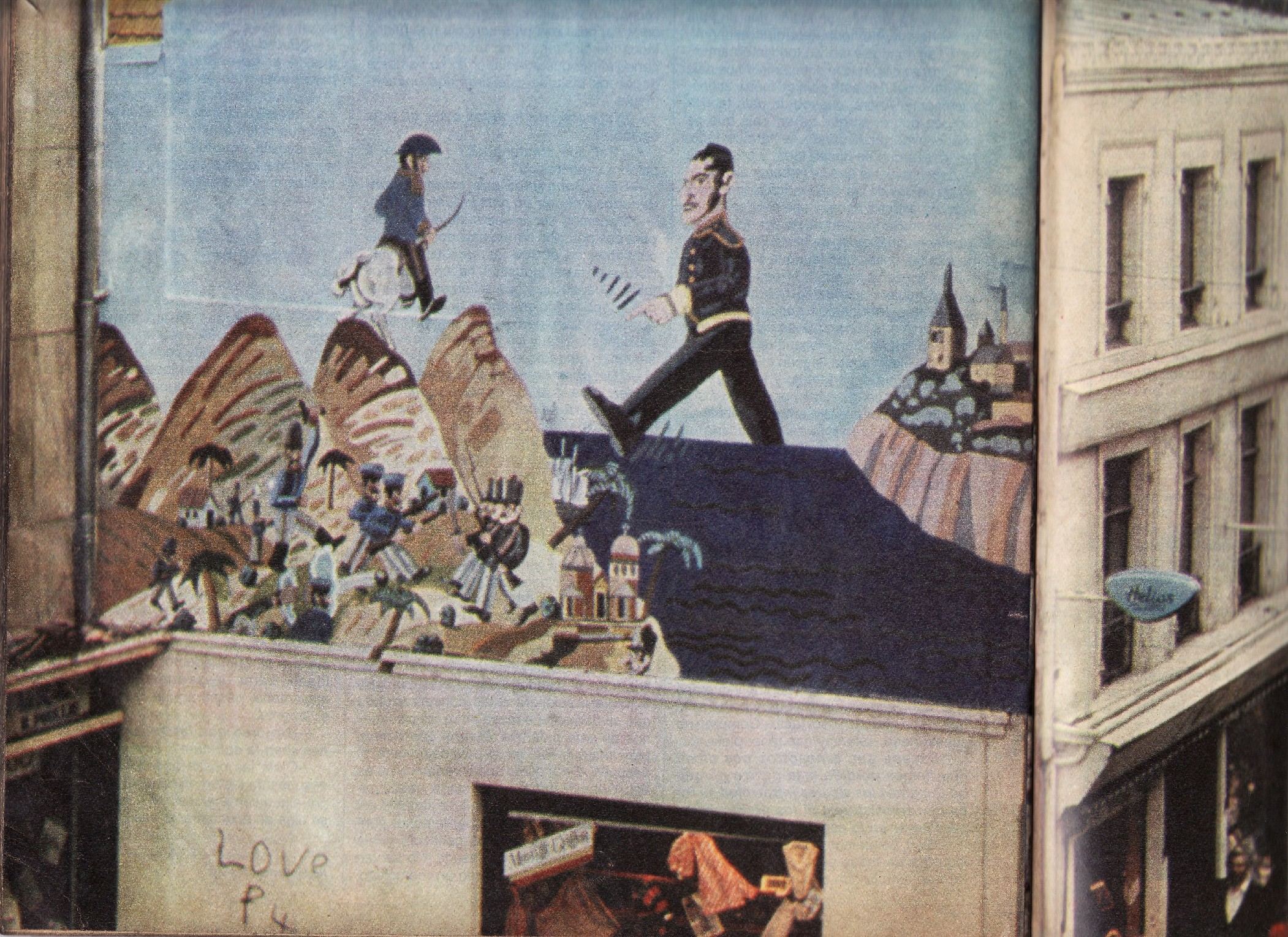
Antonio Seguí, mural sobre José de San Martín en Boulogne-sur-Mer, Francia.
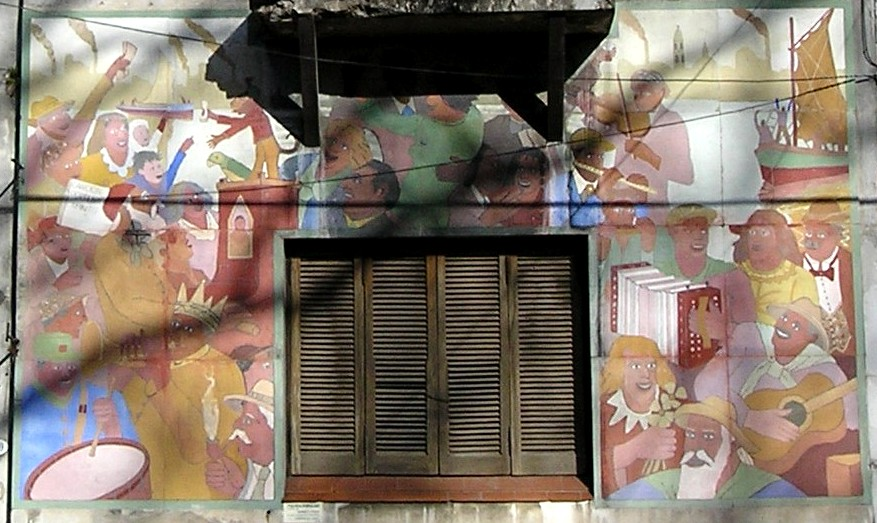
Benito Quinquela Martín, La canción popular, casa de Juan de Dios Filiberto.

## Artistas premiados en laBienal de Venecia
1962: Antonio Berni con Juanito bañándose en la laguna, de la serie Juanito Laguna, ganadora del Gran Premio de Grabado XXXI Bienal de Venecia.
1966: Julio Le Parc Primer Premio en la XXXIII Bienal de Venecia.
2007: León Ferrari Premio León de Oro en la edición número 52 de la Bienal Internacional de Venecia.

## Museos
- Museo Nacional de Bellas Artes (MNBA)
- Museo de Arte Moderno de Buenos Aires (MAMBA)
- Museo de Arte Latinoamericano de Buenos Aires (MALBA)
- Museo de Arte Contemporáneo Latinoamericano de La Plata (MACLA)
- Museo de Arte Contemporáneo de Rosario
- Museo Xul Solar
- Museo de Artes Plásticas Eduardo Sívori
- Museo Nacional de Arte Decorativo
- Museo de Bellas Artes de la Boca Benito Quinquela Martín

## Algunas obras destacadas y lugar de exposición
- La cueva de las Manos. Provincia de Santa Cruz, 475 kilómetros desde Caleta Olivia.
- Pictografías de Cerros Colorados. Provincia de Córdoba.
- Ángeles arcabuceros en la iglesia de Uquía, quebrada de Humahuaca, Jujuy.
- Pintura argentina del siglo XIX (Morel, Pueyrredón, Schiaffino, etc.): la mayor parte está expuesta (o en los depósitos) del Museo Nacional de Bellas Artes. Entre las obras allí expuestas están Sin pan y sin trabajo (De la Cárcova), El despertar de la criada (Sívori) y La vuelta del malón (Della Valle).
- Galerías Pacífico. Calle Florida y avenida Córdoba, Buenos Aires: Lino Enea Spilimbergo, Demetrio Urruchúa, Antonio Berni, Juan Carlos Castagnino y Manuel Colmeiro Guimarás.
- Antonio Berni:
  - Manifestación. MALBA, Buenos Aires (ver).
  - Ramona Montiel y su mundo (serie). MALBA.
- Raúl Soldi:
  - cúpula interna del Teatro Colón, Buenos Aires.
  - Iglesia Santa Ana, Glew (Gran Buenos Aires).
  - estación José Hernández, de la Línea D, de Subterráneos de Buenos Aires, murales cerámicos realizados en 1997
  - Los Amantes, Galería Santa Fe, Buenos Aires.
- Benito Quinquela Martín:
  - pinturas en murales cerámicos, en Facultad de Derecho de la Universidad de Buenos Aires, Hall Central, Figueroa Alcorta y Pueyrredón.
  - pinturas en murales cerámicos, en Subterráneos de Buenos Aires.
- Ricardo Carpani:
  - Trabajo. Solidaridad. Lucha, mural en el Sindicato Obreros de la Alimentación;
  - Conciencia (1974), óleo en el salón de actos de la Secretaría de Derechos Humanos, 25 de mayo 544, Buenos Aires.
  - Che Guevara, plaza de la Cooperación, Mitre y Tucumán, Rosario.
- León Ferrari, La Civilización Occidental y Cristiana, (Cristo crucificado en un avión de caza F 107), 1965. MALBA

### Para ver
- Colección Permanente, Museo Nacional de Bellas Artes. Obra de los pintores en exhibición permanente.
- Los monstruos de Antonio Berni Archivado el 9 de mayo de 2008 en Wayback Machine., La Nación, 2001.
- Antonio Berni. Ten Dreams.
- Muestra de Ricardo Carpani